# Gegantó Xavier el Bomber
El Gegantó Xavier el Bomber és un gegantó vinculat a la colla gegantera del Poblenou i representa un bomber. Porta l'uniforme i el casc propis de l'ofici i fa cara d'espant, com si fos davant un incendi i no acabés de saber com reaccionar. La figura té la singularitat de poder llançar aigua per la boca per esquitxar el públic mentre es belluga.
La idea del gegantó va néixer dins la colla, que volia una figura que poguessin portar els més joves. La figura, la deixaren enllestida el 2011, a partir d'un capgròs de sèrie que feia anys que sortia amb els gegants grans, i en Xavier el Bomber es pogué estrenar a la festa major del Poblenou d'aquell any. Mesos més tard, l'abril del 2012, el van batejar en una cerimònia molt especial, amb la presència dels Bombers de Barcelona.
En Xavier té un germà bessó, en Rogeret, amb un rostre exactament igual però amb l'uniforme diferent, que forma part de la colla de Geganters de Montbau.
El gegantó Xavier el Bomber és portat i custodiat per la colla de Gegants del Poblenou, que el fa participar en la festa major del barri, al setembre, i en més trobades i cercaviles arreu de la ciutat. Quan no surt, es pot visitar al Centre d'Imatgeria Festiva Can Saladrigas, on és exposat permanentment amb les altres figures del barri.